# 小行星6469
小行星6469（6469 Armstrong），天文學臨時編號1982 PC，是一顆位於小行星帶的小行星，由捷克天文學家安東寧·姆爾科斯（Antonín Mrkos）於1982年8月14日在捷克 Kleť 發現，以第一位登陸月球的美國太空人尼爾·阿姆斯壯的姓氏命名。

## 外部連結
- 小行星6469 at the JPL Small-Body Database 
  - Close approach · Discovery · Ephemeris · Orbit diagram · Orbital elements · Physical parameters

| 前一小行星： 6468 Welzenbach | 小行星列表 | 後一小行星： 6470 Aldrin |